# Rhizosmilia
Genre
Rhizosmilia est un genre de coraux durs de la famille des Caryophylliidae.

## Liste d'espèces
Le genre Rhizosmilia comprend les espèces suivantes :
| Selon World Register of Marine Species (29 juin 2015) : - Rhizosmilia elata Cairns & Zibrowius, 1997 - Rhizosmilia gerdae Cairns, 1978 - Rhizosmilia maculata Pourtalès, 1874 - Rhizosmilia multipalifera Cairns, 1998 - Rhizosmilia robusta Cairns in Cairns & Keller, 1993 - Rhizosmilia sagamiensis Eguchi, 1968 | Selon ITIS (29 juin 2015) : - Rhizosmilia elata Cairns & Zibrowius, 1997 - Rhizosmilia gerdae Cairns, 1978 - Rhizosmilia maculata De Pourtalès, 1874 - Rhizosmilia multipaliferus Cairns, 1998 - Rhizosmilia robusta Cairns in Cairns & Keller, 1993 - Rhizosmilia sagamiensis Eguchi, 1968 |